# Piotr Trochowski
Piotr Artur Trochowski (ur. 22 marca 1984 w Tczewie) – niemiecki piłkarz pochodzenia polskiego, były reprezentant Niemiec.

## Kariera
W swojej karierze rozegrał 199 spotkań i zdobył 21 bramek w Bundeslidze. Wystąpił też w 59 meczach (3 gole) w Primera División.
W październiku 2006 został powołany do reprezentacji Niemiec i 7 października 2006 zagrał po raz pierwszy w meczu towarzyskim przeciwko Gruzji, wygranym przez Niemców 2:0.
W 2008 wraz z reprezentacją Niemiec zdobył wicemistrzostwo Europy, zaś w 2010 3. miejsce na Mundialu w Południowej Afryce.

## Życie prywatne
Ma 3 braci: Arkadiusza, Krzysztofa i Sławomira, którzy także są piłkarzami. Z kolei jego kuzyn, Krystian jest reprezentantem Niemiec w rugby.